# 国道N2号 (ガボン)
国道N2号線（こくどうエヌにごうせん、フランス語: Route nationale 2,Rn2、英語: N2 road）は、ガボンの国道。

## 概要
国道N2号線は、モワイエン・オゴウェ州のビフン付近で国道N1号と分岐し、オゴウェ川の右岸沿いに東へ進む。アレンベで国道N3号と分岐し、さらに東へ進む、ヴィテ付近で国道N4号と分岐し北進してミジックを経由し、ビバスで国道N5号と合流する。さらに北上しオイェム、ビタムを経由してエボロ付近のカメルーン国境であるンテム川に達する。

## 通過自治体
- モワイエン・オゴウェ州
- ウォレウ・ンテム州